# Reklamy na niebie
Reklamy na niebie – czwarty album jeleniogórskiej grupy muzycznej Leniwiec, wydany w 2008 roku.

## Skład
- Zbigniew „Mucha” Muczyński – wokal, gitara elektryczna
- Paweł „Cyna” Nykiel – puzon, akordeon, chórki
- Jarek „Okoń” Oczoś – perkusja, chórki
- Krzysztof „Krzychu” Herezo – gitara basowa

## Lista utworów
1. „PiekłoNiebo”
2. „Szlaban graniczny”
3. „Byłem biznesmenem”
4. „Z pamiętnika młodego punkowca”
5. „Piosenka o miłości”
6. „Reklamy na niebie”
7. „Wyścig”
8. „Reggae dla Pana Prezydenta (kaczuchy version)”
9. „Goodbye Romek”
10. „Niespodziewanie”
11. „Punk, reggae, ska”

### Bonusy
1. „Już pozostanie tak” (2004)
2. „Pieśń o bohaterze” (2003)
3. „Jeśli chcesz zmieniać świat” (2004)
4. teledysk „PiekłoNiebo”